# 2710 Veverka
2710 Veverka eller 1982 FQ är en asteroid i huvudbältet som upptäcktes den 23 mars 1982 av den amerikanske astronomen Edward L.G. Bowell vid Anderson Mesa Station. Den är uppkallad efter den amerikanske astronomen Joseph Veverka.
Den tillhör asteroidgruppen Nysa.